# Partido Liberal (Brasil Império)
O Partido Liberal foi um partido político brasileiro do período imperial, surgido por volta de 1831 e extinto com o Golpe Militar de 15 de novembro de 1889. Autossimbolizava-se através da figura de um bem-te-vi.
Sua ideologia propunha a defesa dos interesses dos senhores rurais e das camadas médias urbanas sem compromissos diretos com a escravidão. Com base de apoio nas províncias do centro-sul do país, tinha como grande rival o Partido Conservador, o qual defendia a manutenção da dominação política das elites escravocratas rurais.
Já em 1864 surge a Liga Progressista, cujos principais líderes foram Nabuco de Araújo, José Antônio Saraiva, Zacarias de Góis e Silveira da Mota. A Liga Progressista, porém, durou apenas quatro anos (de 1864 a 1868). Progressistas e liberais históricos se uniram formando o novo Partido Liberal em 1868. Já os liberais radicais fundaram o Partido Republicano em 1870. O novo Partido Liberal passou a defender um programa político que não se restringia à questão da centralização do poder, defendendo temas como a abolição da escravatura e eleições diretas.
O Partido Liberal diferia do Partido Conservador quanto ao método ou ao modo de lidar com a realidade social. Os conservadores apostavam num poder central forte, enquanto os liberais defendiam a autonomia das províncias e valorizavam a representação nacional (deputados eleitos). Embora a diferença de posição entre conservadores e liberais não fosse grande nem irreconciliável, ambos adotavam processos absolutamente iguais, usando da máquina administrativa de acordo com suas necessidades eleitoralistas, a ponto de o Imperador D. Pedro II do Brasil registrar em suas notas particulares que "a nossa principal necessidade política é a liberdade de eleição" e também dar comidas aos pobres sem defesa.
Em 1878 se inicia o chamado Septênio Liberal, período de sete anos em que os liberais se sucedem no poder e aprovam reformas importantes no país, como a Lei Saraiva, reforma eleitoral que introduziu, pela primeira vez, o sufrágio direto no Brasil.

## Dados políticos
Segundo historiadores, antes da abdicação de Dom Pedro I em 7 de abril de 1831 em favor de seu filho, até então Príncipe Imperial do Brasil, existiam no cenário político nacional apenas três partidos: o Partido Restaurador (sucessor ideológico do Partido Português), o Partido Moderado (sucessor ideológico do Partido Brasileiro) e o Partido Liberal Exaltado (sucessor ideológico do Partido Liberal Radical).
O primeiro lutava pela volta e restauração de Pedro I como Imperador do Brasil e dirigente dos negócios do estado. O segundo sustentava a necessidade de reformas da Carta Constitucional de 1824, porém mantendo a forma monárquica de poder. Muitos de seus membros as queriam amplas, e outros mais restritas. Já o terceiro defendia o federalismo e a democratização da sociedade; seus membros mais radicais eram favoráveis à república e ao fim da escravidão.
Com a morte de Dom Pedro I em 1834, o Partido Restaurador foi extinto e muitos de seus membros migraram para o Partido Moderado. Dividiu-se logo o poder entre o Partido Moderado e o Partido Exaltado, assinalando-se este por vistas mais democráticas e principalmente pela ideia de uma monarquia federativa. Em resultado das lutas que se deram, alcançou o Partido Moderado tornar-se senhor da situação. Todavia, para evitar que novas desordens nascessem da desarmonia do Período Regencial e dificultassem a realização das reformas, o Moderado aceitou princípios do Exaltado.
Em consequência deste acordo e para consórcio dos esforços de todos, foi desfraldada a bandeira liberal. Acham-se consagradas as ideias, que então constituíam o programa daquele partido no projeto, para a reforma da Carta Constitucional, aprovado pela Câmara dos Deputados em 13 de outubro de 1831.
Deduzem-se deste projeto como princípios e de grande alcance político aceitos pelo partido liberal naquele tempo os seguintes:
- Monarquia federativa.
- Extinção do Poder Moderador.
- Eleição bienal da Câmara dos Deputados.
- Senado eletivo e temporário.
- Supressão do Conselho de Estado.
- Assembleias Legislativas Provinciais com duas câmaras.
- Intendentes nos municípios, sendo nestes o mesmo que os presidentes nas províncias.

## Presidentes do Conselho de Ministros (primeiros-ministros)
| Nome                                                    | Retrato | Origem       | Período dos mandatos                        |
| ------------------------------------------------------- | ------- | ------------ | ------------------------------------------- |
| Manuel Alves Branco                                     |         | Bahia        | 20 de julho de 1847 – 8 de março de 1848    |
| José Carlos Pereira de Almeida Torres Visconde de Macaé |         | Bahia        | 8 de março de 1848 – 31 de maio de 1848     |
| Francisco de Paula Sousa e Melo                         |         | São Paulo    | 31 de maio de 1848 – 29 de setembro de 1848 |
| Francisco José Furtado                                  |         | Piauí        | 31 de agosto de 1864 – 12 de maio de 1865   |
| Pedro de Araújo Lima Marquês de Olinda                  |         | Pernambuco   | 12 de maio de 1865 – 3 de agosto de 1866    |
| Zacarias de Góis                                        |         | Bahia        | 3 de agosto de 1866 – 16 de julho de 1868   |
| João Lins Vieira Cansanção de Sinimbu                   |         | Alagoas      | 5 de janeiro de 1878 – 28 de março de 1880  |
| José Antônio Saraiva                                    |         | Bahia        | 28 de março de 1880 – 21 de janeiro de 1882 |
| Martinho Álvares da Silva Campos                        |         | Minas Gerais | 21 de janeiro de 1882 – 3 de julho de 1882  |
| João Lustosa da Cunha Paranaguá Visconde de Paranaguá   |         | Piauí        | 3 de julho de 1882 – 24 de maio de 1883     |
| Lafayette Rodrigues Pereira                             |         | Minas Gerais | 24 de maio de 1883 – 6 de junho de 1884     |
| Manuel Pinto de Sousa Dantas                            |         | Bahia        | 6 de junho de 1884 – 6 de maio de 1885      |
| José Antônio Saraiva                                    |         | Bahia        | 6 de maio de 1885 – 20 de agosto de 1885    |
| Afonso Celso de Assis Figueiredo Visconde de Ouro Preto |         | Minas Gerais | 7 de junho de 1889 – 15 de novembro de 1889 |